# Dainų dainelė
Dainų dainelė (dt. Liederliedchen) ist einer der ältesten Liederwettbewerbe in Litauen. Ihn veranstaltet Lietuvos televizija und Bildungsministerium Litauens seit 1974 jedes zweites Jahr. Seit 1998 organisiert ihn die Nationale Čiurlionis-Kunstschule im Auftrag des Ministeriums. Das Projekt dauert 9 Monate. Daran nehmen die Kinder im Alter von 3 bis 19 Jahren aus 60 Gemeinden teil. Die Finalkonzerte werden per LTV ausgetragen.

## Auswahl
Es gibt 4 Altersgruppen:           
- A: (3–6 Jh.)
- B:  1-4 Klassen (7–10 Jh.)
- C:  5-8 Klassen (11–14 Jh.)
- D:   9 -12 Klassen (15–19 Jh.).

## Teilnehmer
Bei „Dainų dainelė“ nahmen tausende Schüler teil. Darunter war Donny Montell (* 1987) und andere.
Unter Siegern sind: Gintarė Skėrytė (1974), Judita Leitaitė, Vytautas Juozapaitis (1980), Vitalii Ivanov (1986), Liudas Mikalauskas, Sigutė Trimakaitė, Vaida Genytė, Jūratė Miliauskaitė, Loreta Mukaitė, Vilius Tarasovas (im Duett), Natalija Zvonkė, Dmitrijus Šavrovas, Ona Kolobovaitė, Rugiaveidė, Radži Aleksandrovičius, Anatolijus Oleinik, Evelina Sašenko, Lina Gurina, Ilja Aksionovas, Simonas Strazdas u. a.